# بلودگت لندینگ (نیوهمپشایر)
بلودگت لندینگ (به انگلیسی: Blodgett Landing) شهری در ایالت نیوهمپشایر کشور ایالات متحده آمریکا است که جمعیت آن در سرشماری سال ۲۰۱۰ میلادی، ۱۰۱ نفر بوده‌است.